# Eroe della Repubblica Popolare di Bulgaria
Il titolo di eroe della Repubblica Popolare di Bulgaria è stata una decorazione della Bulgaria tra il 1951 e il 1990.

## Storia
L'onorificenza è stata fondata nel 1948 per i meriti nel difendere la Repubblica Popolare di Bulgaria e gli stati suoi alleati.

## Insegne
- L'insegna era una stella d'oro
- Il   nastro era completamente rosso